# El alcalde de Furnes
El alcalde de Furnes (título original en francés: Le Bourgmestre de Furnes) es una novela del escritor belga Georges Simenon. Fue terminada el 29 de diciembre de 1938 en Nieul-sur-Mer y publicada del 1 de mayo al 1 de julio de 1939 en la revista literaria La Revue de Paris. Ese mismo año, Éditions Gallimard publicó una edición en libro de la novela. 
El alcalde de la pequeña ciudad belga de Furnes es temido tanto en el ámbito profesional como en el privado por su dureza y distanciamiento. La dureza de corazón hacia uno de sus trabajadores se convierte en el punto de partida de un escándalo que sacude primero la ciudad y luego la vida de su alcalde.

## Argumento

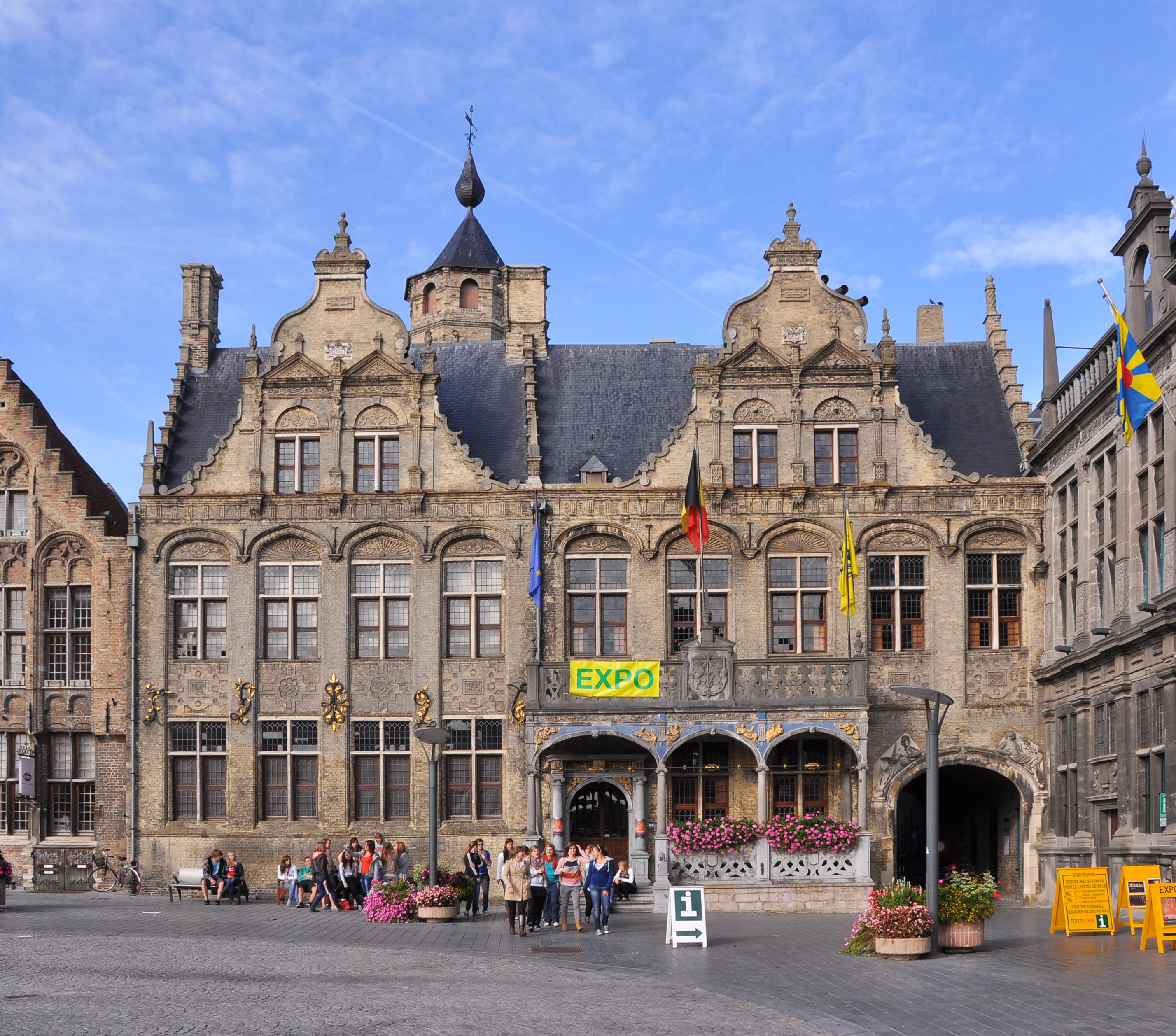
La (Ayuntamiento) de Furnes

El fabricante de cigarros Joris Terlinck, comúnmente conocido respetuosamente como Baas, es el alcalde de la pequeña ciudad belga de Furnes. Gobierna la ciudad con mano dura y trata a sus subordinados con la misma dureza y desdén que a sus rivales en la política local, especialmente al círculo que rodea a su predecesor Léonard Van Hamme. También es un tirano en su vida privada. Se sienta en una habitación cerrada con su esposa no amada Theresa; su hija Emilia, enferma mental, vegeta y es descuidada médica e higiénicamente. Sin ocultarlo, se acuesta con la criada María, pero no reconoce a su hijo ilegítimo Albert. Debe su fortuna a un romance fríamente calculado con la rica viuda Bertha de Groote.
Una noche, cuando Jef Claes, un trabajador de la fábrica Terlinck, pide un anticipo de sueldo para financiar el aborto de su novia que ha quedado embarazada, Terlinck se mantiene inflexible y le muestra la puerta al joven. Claes no ve otra salida que pegarse un tiro. También dispara a su novia, que resulta ser Lina Van Hamme, la hija del oponente de Terlinck. Estalla un escándalo, a raíz del cual Van Hamme tiene que dimitir de su cargo y repudia a su hija, cuyo embarazo ilegítimo ha avergonzado a la familia.
Joris Terlinck triunfa, en Furnes es ahora más poderoso que nunca. Se le adjudica el puesto vacante de jefe de dique. Pero el poderoso hombre, por lo demás insensible, comienza a sentir remordimiento por la joven que tiene que sufrir las consecuencias de su dureza de corazón. Localiza a Lina Van Hamme en Ostende, donde la mujer embarazada se aloja con la prostituta Manola en un burdel. A partir de ahora comienza a visitarla regularmente. Si bien su motivo inicial fue la compasión, la atmósfera lenta y dulce del burdel, alejada de la vida cotidiana, pronto ejerce su propio encanto en Terlinck. Comienza a descuidar sus deberes, falta a las reuniones del consejo en Furnes y deja a su esposa, enferma terminal, al cuidado de su cuñada Marthe para poder pasar el mayor tiempo posible en Ostende.
Finalmente, en una reunión del consejo se produce un enfrentamiento con el renaciente opositor Van Hamme, a quien Terlinck le acusa de haber comprado a su hija. El alcalde, que hace tiempo que perdió la confianza del consejo, pierde una votación crítica a la que ataba su futuro y dimite. Teresa muere esa misma noche a causa de su grave enfermedad. Emilia es recogida unos días después y llevada a una clínica psiquiátrica. Terlinck le pide a su no amada cuñada Marthe que se quede en la casa. Ya no regresa a Ostende, pero se ha dado cuenta de algo que intentó en vano transmitir en su último discurso como alcalde: cada persona tiene deberes en su vida, pero también puede empezar una vida completamente diferente en cualquier momento.

## Interpretación
A partir de El alcalde de Furnes, Nicole Geeraert analiza una forma básica de la novela “dura” (“roman durs”) de Simenon , que no son novelas policiales en sentido estricto y en las que el inspector Maigret no es el personaje principal. La situación inicial se caracteriza a menudo por una falta, en el caso del alcalde, de amor y calidez. El protagonista intenta compensar esto, en el caso de Joris Terlinck, mediante una excesiva ética de trabajo. Pero un acontecimiento repentino o una desgracia revela el defecto; el personaje principal ya no puede soportarlo. La razón de esto en el caso del alcalde es el suicidio de Jef Claes. El protagonista reconsidera su vida, rompe con sus costumbres anteriores y viola las leyes que antes se aplicaban a su vida con un sentimiento de invencibilidad o fatalidad. Quienes los rodean, en cambio, se oponen a la liberación y surge el conflicto. El autoconocimiento del personaje principal conduce a una especie de confesión, pero en lugar de un arrebato exitoso, conduce a la resignación, al corazón roto o a la caída del héroe. Para Joris Terlinck, por ejemplo, al final la vida continúa como siempre. 
Stanley G. Eskin ve El alcalde de Furnes en una serie de novelas de "escape" escritas durante este período de la carrera de Simenon, como El asesino (1936), El hombre que vigilaba los trenes (1938), El caballo blanco (1938). y Doctor Bergelon (1941). Sin embargo, el “motivo de fuga en el acto” de Simenon, como lo llama Eskin y como también caracteriza a El alcalde de Furnese, es tan común como una fuga real. Para él, la fuga de Terlinck tiene dos aspectos: una relación poco clara con Lina, que pasa de una compensación inicial a una especie de enamoramiento erótico, y un alejamiento de su ciudad natal. Pero cuanto más pierde Terlinck la simpatía de los ciudadanos de Furnes y es literalmente condenado al ostracismo por ellos, más gana la simpatía de los lectores a través del cambio en su personalidad. 
Franz Schuh, por otra parte, descubre en la novela una “traición de amor” que afirma haber identificado de manera similar en una novela anónima de Simenon sobre un cirujano (presumiblemente Maigret está aquí): la traición de un amor para mantener una infelicidad: “De la infelicidad habitual hay una succión. El adicto no quiere cambiar la felicidad por ella." Terlinck ni siquiera sintió ni experimentó el amor verdadero. Todo sigue siendo vago, “en el ámbito de lo posible”. Lo que queda claro para Schuh, por otro lado, es “el perfecto horror de una pequeña ciudad (flamenca), de su clima, de sus edificios, de su gente”. Allí hay crueldad, darwinismo social y morir “en un segundo plano” y Simenon resulta ser un “cronista de sus deseos condenados al fracaso”. 

## Trasfondo

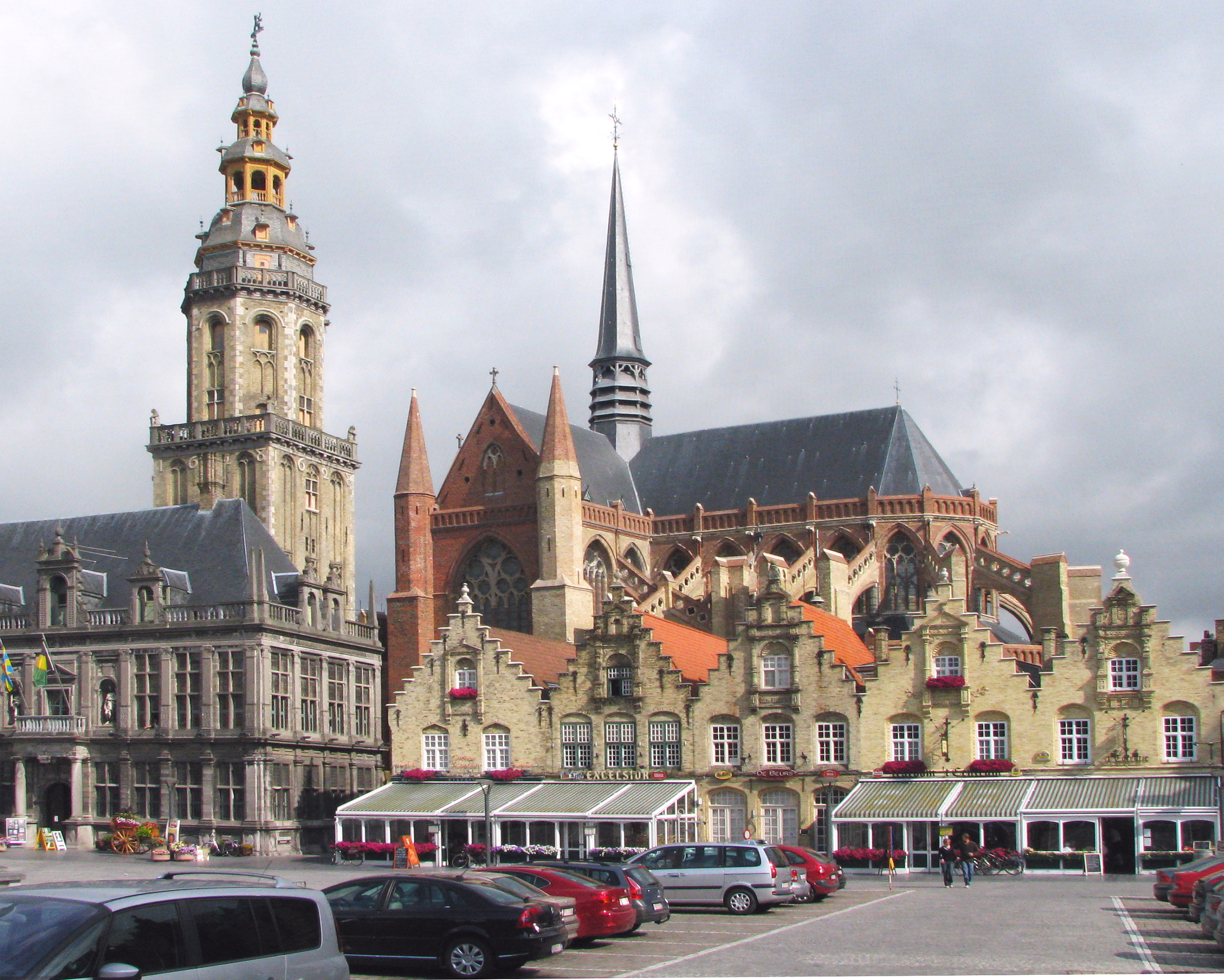
La Grote Markt de Furnes

El alcalde de Furnes es -junto con La casa del canal (1933)- una de las pocas novelas de Simenon que transcurre en su Bélgica natal. Otrosa, como Entre los flamencos (1932) y La casa de los Krull (1938), están ambientadas en la zona fronteriza franco-belga.  Sin embargo, Simenon precedió la novela con una observación preliminar: “No conozco a Furnes. No conozco a su alcalde ni a sus residentes. Para mí Furnes es como un motivo musical.  espero que nadie se reconozca en ninguno de los personajes de mi historia”. Sin embargo, Simenon admitió más tarde que sólo había hecho esta declaración por motivos legales. Al contrario, insistió en decir que nunca escribe sobre lugares que no conoce. De hecho, conoce muy bien a Furnes y lo tenía muy presente cuando escribía la novela.  Ya en 1933 había escrito en Voilà un reportaje sobre los contrabandistas de tabaco, cuyas rutas le llevaban por Furnes, la flamenca Veurne, entre otros lugares. Le impresionó especialmente el Grote Markt, la gran plaza del mercado de la ciudad, alrededor de la cual se desarrolla la acción en El alcalde de Furnes. 
Al escribir la novela, Simenon alcanzó sus límites psicológicos. Siempre trabajó en una especie de estado de ebriedad; al final de El alcalde de Furnes en diciembre de 1938 había alcanzado un "auténtico estado de alucinación ", y luego tuvo que dejar de escribir por un tiempo porque temía que su trabajo le causara problemas psicológicos.  Además de las experiencias personales, que siempre desempeñan un papel importante en las novelas de Simenon, Pierre Assouline ve la novela también influenciada por la literatura que había leído, en particular por La Séquestrée de Poitiers (Los atrapados de Poitiers, 1930), del amigo de Simenon. y su colega, André Gide.  Según Stanley G. Eskin, la novela fue "un éxito de crítica". 